# Mistrzostwa NCAA Division I w Zapasach w 1949
Mistrzostwa NCAA Division I w zapasach rozgrywane były w Fort Collins w marcu 1949 roku. Zawody odbyły się w South College Gymnasium, na terenie Colorado State University.
- Outstanding Wrestler – Charles Hetrick

## Wyniki

### Drużynowo
| Kolejność | Szkoła                      | Zespół   |
| --------- | --------------------------- | -------- |
| 1.        | Oklahoma State University   | Cowboys  |
| 2.        | University of Northern Iowa | Panthers |
| 3.        | Cornell Iowa                | Rams     |
| 4.        | Michigan State University   | Spartans |

### All American

#### 121 lb
| Lp. | Zawodnik       | Szkoła         |
| --- | -------------- | -------------- |
| 1.  | Arnold Plaza   | Purdue         |
| 2.  | Grady Peninger | Oklahoma State |
| 3.  | Dick Hauser    | Cornell Iowa   |
| 4.  | Garth Lappin   | Minnesota      |

#### 128 lb
| Lp. | Zawodnik        | Szkoła         |
| --- | --------------- | -------------- |
| 1.  | Charles Hetrick | Oklahoma State |
| 2.  | Leo Thomsen     | Cornell Iowa   |
| 3.  | Russ Bush       | Northern Iowa  |
| 4.  | Alan Rice       | Minnesota      |

#### 136 lb
| Lp. | Zawodnik       | Szkoła         |
| --- | -------------- | -------------- |
| 1.  | Lowell Lange   | Cornell Iowa   |
| 2.  | Dick Dickenson | Michigan State |
| 3.  | Luverne Klar   | Northern Iowa  |
| 4.  | Don Meeker     | Oklahoma State |

#### 145 lb
| Lp. | Zawodnik     | Szkoła         |
| --- | ------------ | -------------- |
| 1.  | Keith Young  | Northern Iowa  |
| 2.  | Don Anderson | Michigan State |
| 3.  | Kent Lange   | Cornell Iowa   |
| 4.  | Elias George | Oklahoma State |

#### 155 lb
| Lp. | Zawodnik     | Szkoła         |
| --- | ------------ | -------------- |
| 1.  | Bill Nelson  | Northern Iowa  |
| 2.  | Ken Hunte    | Syracuse       |
| 3.  | Don Mullison | Colorado State |
| 4.  | Rodger Snook | Cornell Iowa   |

#### 165 lb
| Lp. | Zawodnik          | Szkoła         |
| --- | ----------------- | -------------- |
| 1.  | Bill Smith        | Northern Iowa  |
| 2.  | Melbourne Flesner | Oklahoma State |
| 3.  | Gilbert Gaumer    | Illinois       |
| 4.  | Charles Lyons     | Kansas State   |

#### 175 lb
| Lp. | Zawodnik         | Szkoła         |
| --- | ---------------- | -------------- |
| 1.  | Jim Gregson      | Oklahoma State |
| 2.  | Joe Scarpello    | Iowa           |
| 3.  | Herb Reese       | Nebraska       |
| 4.  | Waldemar VanCott | Purdue         |

#### Open
| Lp. | Zawodnik     | Szkoła         |
| --- | ------------ | -------------- |
| 1.  | Verne Gagne  | Minnesota      |
| 2.  | Dick Hutton  | Oklahoma State |
| 3.  | Bob Maldegan | Michigan State |
| 4.  | Homer Barr   | Penn State     |